# Éric Caritoux

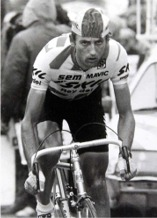
Éric Caritoux

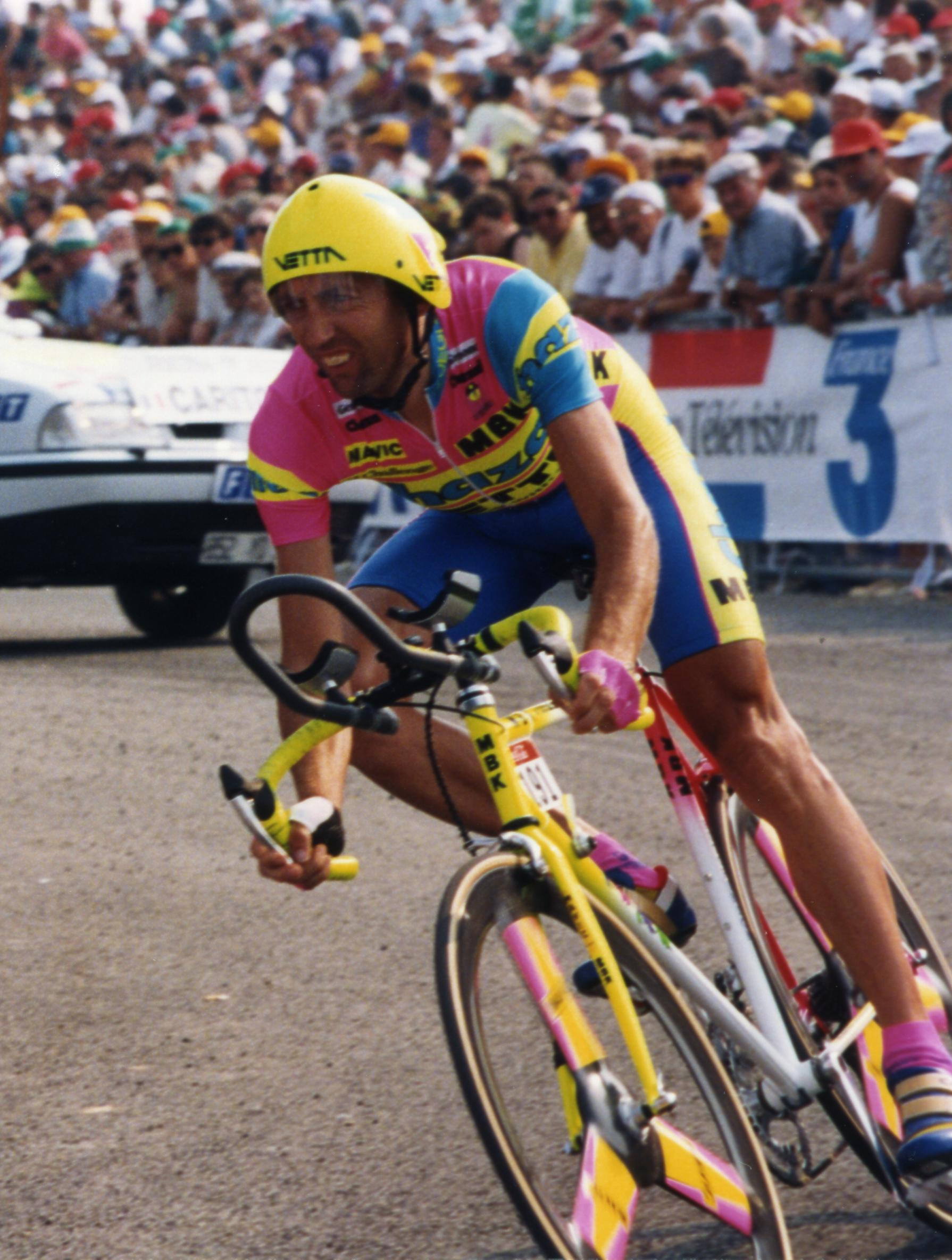
Éric Caritoux

Éric Caritoux (* 16. August 1960 in Carpentras, Frankreich) ist ein ehemaliger französischer Radrennfahrer. Seine Profikarriere dauerte von 1983 bis 1994.

## Karriere
Entdeckt wurde Éric Caritoux von Jean de Gribaldy 1982 bei der für Amateure und Profis offenen Tour du Vaucluse, die Caritoux gewann. 1983 gewann er den Grand Prix d’Aix-en-Provence. Sein größter Erfolg war der überraschende Sieg im Gesamtklassement der Vuelta a España 1984, inklusive des Etappensieges auf der 7. Etappe. Er gewann diese Rundfahrt mit dem minimalen Vorsprung von 6 Sekunden auf den Spanier Alberto Fernández. Caritoux startete als Ersatzfahrer für den Teamkapitän Sean Kelly. Nach dessen Rückzug wollte die Mannschaft ursprünglich nicht starten und entschied sich erst wenige Tage vor dem Rennen zu starten, um eine Vertragsstrafe zu vermeiden.
Als Profi errang er insgesamt 22 Siege.
Im Rahmen eines Prozesses gegen 19 nordfranzösische Rennfahrer in Laon im Oktober 1986 gab Caritoux die verbotene Einnahme von Amphetaminen zu.

## Erfolge (Auswahl)
- 1982: Gesamtwertung Tour du Vaucluse
- 1984: Gesamtwertung Vuelta a España
- 1984: eine Etappe Paris–Nizza
- 1984 und 1991: Tour du Haut-Var
- 1985: eine Etappe Mittelmeer-Rundfahrt
- 1988 und 1989:  Französischer Meister – Straßenrennen
- 1990: eine Etappe Midi Libre